# BRD Bucarest Open 2019 - Qualificazioni singolare
Le qualificazioni del singolare del BRD Bucarest Open 2019 sono state un torneo di tennis preliminare per accedere alla fase finale della manifestazione. Le vincitrici dell'ultimo turno sono entrate di diritto nel tabellone principale. In caso di ritiro di una o più giocatrici aventi diritto a queste sono subentrati le lucky loser, ossia le giocatrici che hanno perso nell'ultimo turno ma che avevano una classifica più alta rispetto alle altre partecipanti che avevano comunque perso nel turno finale.

## Teste di serie
1. Tereza Martincová (primo turno, ritirata)
2. Ekaterine Gorgodze (primo turno)
3. Anna Bondár (ultimo turno, lucky loser)
4. Tereza Mrdeža (ultimo turno, lucky loser)

1. Anna Zaja (primo turno, ritirata)
2. Alexandra Cadanțu (ultimo turno, lucky loser)
3. Martina Di Giuseppe (qualificata)
4. Başak Eraydın (secondo turno)

## Qualificate
1. Patricia Maria Tig
2. Xu Shilin

1. Martina Di Giuseppe
2. Jaimee Fourlis

### Lucky loser
1. Anna Bondár
2. Tereza Mrdeža

1. Alexandra Cadanțu
2. Isabella Shinikova

## Tabellone

### Legenda
| - Q = Qualificato - WC = Wild card - LL = Lucky loser | - ALT = Alternate - SE = Special Exempt - PR = Protected Ranking | - w/o = Walkover - r = Ritirato - d = Squalificato |

### Sezione 1
|  | Primo turno | Primo turno          | Primo turno          | Primo turno | Primo turno |  |  | Secondo turno | Secondo turno      | Secondo turno | Secondo turno      | Secondo turno      |   |   | Ultimo turno | Ultimo turno       | Ultimo turno       | Ultimo turno | Ultimo turno |  |
|  |             |                      |                      |             |             |  |  |               |                    |               |                    |                    |   |   |              |                    |                    |              |              |  |
|  | 1           | Tereza Martincová    | 6                    | 65          | 3r          |  |  |               |                    |               |                    |                    |   |   |              |                    |                    |              |              |  |
|  |             | Sara Errani          | 1                    | 7           | 3           |  |  |               | Sara Errani        | 3             | 7                  | 3                  |   |   |              |                    |                    |              |              |  |
|  |             | Anastasia Grymalska  | Anastasia Grymalska  | 4           | 2           |  |  |               | Isabella Shinikova | 6             | 64                 | 6                  |   |   |              |                    |                    |              |              |  |
|  |             | Isabella Shinikova   | Isabella Shinikova   | 6           | 6           |  |  |               |                    |               |                    |                    |   |   |              | Isabella Shinikova | Isabella Shinikova | 3            | 2            |  |
|  | WC          | Patricia Maria Tig   | Patricia Maria Tig   | 6           | 6           |  |  |               |                    | WC            | Patricia Maria Tig | Patricia Maria Tig | 6 | 6 |              |                    |                    |              |              |  |
|  | WC          | Oana Georgeta Simion | Oana Georgeta Simion | 4           | 4           |  |  | WC            | Patricia Maria Tig | 5             | 6                  | 6                  |   |   |              |                    |                    |              |              |  |
|  |             | Marina Melnikova     | Marina Melnikova     | 6           |             |  |  |               | Marina Melnikova   | 7             | 1                  | 1                  |   |   |              |                    |                    |              |              |  |
|  | 5           | Anna Zaja            | Anna Zaja            | 3           | r           |  |  |               |                    |               |                    |                    |   |   |              |                    |                    |              |              |  |

### Sezione 2
|  | Primo turno | Primo turno        | Primo turno        | Primo turno | Primo turno |  |  | Secondo turno | Secondo turno     | Secondo turno | Secondo turno     | Secondo turno |   |   | Ultimo turno | Ultimo turno | Ultimo turno | Ultimo turno | Ultimo turno |  |
|  |             |                    |                    |             |             |  |  |               |                   |               |                   |               |   |   |              |              |              |              |              |  |
|  | 2           | Ekaterine Gorgodze | Ekaterine Gorgodze | 4           | 3           |  |  |               |                   |               |                   |               |   |   |              |              |              |              |              |  |
|  |             | Cristina Dinu      | Cristina Dinu      | 6           | 6           |  |  |               | Cristina Dinu     | Cristina Dinu | 3                 | 3             |   |   |              |              |              |              |              |  |
|  |             | Naiktha Bains      | 5                  | 6           | 5           |  |  |               | Xu Shilin         | Xu Shilin     | 6                 | 6             |   |   |              |              |              |              |              |  |
|  |             | Xu Shilin          | 7                  | 2           | 7           |  |  |               |                   |               |                   |               |   |   |              | Xu Shilin    | 5            | 6            | 6            |  |
|  |             | Nicoleta Dascălu   | Nicoleta Dascălu   | 6           | 6           |  |  |               |                   | 6             | Alexandra Cadanțu | 7             | 0 | 2 |              |              |              |              |              |  |
|  |             | Jasmin Jebawy      | Jasmin Jebawy      | 0           | 4           |  |  |               | Nicoleta Dascălu  | 7             | 68                | 64            |   |   |              |              |              |              |              |  |
|  |             | Irina Fetecău      | 6                  | 3           | 3           |  |  | 6             | Alexandra Cadanțu | 63            | 7                 | 7             |   |   |              |              |              |              |              |  |
|  | 6           | Alexandra Cadanțu  | 1                  | 6           | 6           |  |  |               |                   |               |                   |               |   |   |              |              |              |              |              |  |

### Sezione 3
|  | Primo turno | Primo turno         | Primo turno         | Primo turno | Primo turno |  |  | Secondo turno | Secondo turno       | Secondo turno       | Secondo turno       | Secondo turno       |   |   | Ultimo turno | Ultimo turno | Ultimo turno | Ultimo turno | Ultimo turno |  |
|  |             |                     |                     |             |             |  |  |               |                     |                     |                     |                     |   |   |              |              |              |              |              |  |
|  | 3           | Anna Bondár         | Anna Bondár         | 6           | 6           |  |  |               |                     |                     |                     |                     |   |   |              |              |              |              |              |  |
|  |             | Laura Ioana Paar    | Laura Ioana Paar    | 2           | 2           |  |  | 3             | Anna Bondár         | 7                   | 0                   | 7                   |   |   |              |              |              |              |              |  |
|  | WC          | Fanni Gécsek        | Fanni Gécsek        | 0           | 2           |  |  |               | Marie Benoît        | 67                  | 6                   | 65                  |   |   |              |              |              |              |              |  |
|  |             | Marie Benoît        | Marie Benoît        | 6           | 6           |  |  |               |                     |                     |                     |                     |   |   | 3            | Anna Bondár  | Anna Bondár  | 3            | 4            |  |
|  |             | Sofya Lansere       | 6                   | 3           | 4           |  |  |               |                     | 7                   | Martina Di Giuseppe | Martina Di Giuseppe | 6 | 6 |              |              |              |              |              |  |
|  |             | Daniela Seguel      | 3                   | 6           | 6           |  |  |               | Daniela Seguel      | Daniela Seguel      | 0                   | 3                   |   |   |              |              |              |              |              |  |
|  |             | Francesca Jones     | Francesca Jones     | 3           | 4           |  |  | 7             | Martina Di Giuseppe | Martina Di Giuseppe | 6                   | 6                   |   |   |              |              |              |              |              |  |
|  | 7           | Martina Di Giuseppe | Martina Di Giuseppe | 6           | 6           |  |  |               |                     |                     |                     |                     |   |   |              |              |              |              |              |  |

### Sezione 4
|  | Primo turno | Primo turno     | Primo turno     | Primo turno | Primo turno |  |  | Secondo turno | Secondo turno  | Secondo turno  | Secondo turno  | Secondo turno |   |   | Ultimo turno | Ultimo turno  | Ultimo turno | Ultimo turno | Ultimo turno |  |
|  |             |                 |                 |             |             |  |  |               |                |                |                |               |   |   |              |               |              |              |              |  |
|  | 4           | Tereza Mrdeža   | Tereza Mrdeža   | 6           | 6           |  |  |               |                |                |                |               |   |   |              |               |              |              |              |  |
|  | WC          | Ágnes Bukta     | Ágnes Bukta     | 1           | 2           |  |  | 4             | Tereza Mrdeža  | Tereza Mrdeža  | 6              | 6             |   |   |              |               |              |              |              |  |
|  |             | Raluka Șerban   | 7               | 64          | 63          |  |  |               | Miriam Bulgaru | Miriam Bulgaru | 3              | 3             |   |   |              |               |              |              |              |  |
|  |             | Miriam Bulgaru  | 65              | 7           | 7           |  |  |               |                |                |                |               |   |   | 4            | Tereza Mrdeža | 3            | 6            | 2            |  |
|  |             | Jaimee Fourlis  | Jaimee Fourlis  | 6           | 6           |  |  |               |                |                | Jaimee Fourlis | 6             | 4 | 6 |              |               |              |              |              |  |
|  |             | Gabriela Talabă | Gabriela Talabă | 4           | 2           |  |  |               | Jaimee Fourlis | Jaimee Fourlis | 7              | 6             |   |   |              |               |              |              |              |  |
|  |             | Louisa Chirico  | Louisa Chirico  | 2           | 2           |  |  | 8             | Başak Eraydın  | Başak Eraydın  | 5              | 3             |   |   |              |               |              |              |              |  |
|  | 8           | Başak Eraydın   | Başak Eraydın   | 6           | 6           |  |  |               |                |                |                |               |   |   |              |               |              |              |              |  |